# Чеховский вестник
«Че́ховский ве́стник» — ранее существовавшая еженедельная газета города Чехов (Московская область). Выходила также в Чеховском районе. Старейшая газета района.
В «Чеховском вестнике» публиковались новости района, информационные статьи, рекламные материалы и объявления.
В последнее время тираж издания составлял 9 000 экземпляров. «Чеховский вестник» выходил во вторник и четверг на 32 полосах.

## История
Газета «Чеховский вестник» выходила с октября 1928 года. На первой странице первого номера газета определяла себя как «Крестьянскую газету Лопасненской волости». Отсюда она заполучила название «Красный пахарь», поскольку «крестьяне землю пахали и урожай собирали». Однако в более поздних выпусках газеты появилось новое название — «Красное знамя», а редактором стал Сергей Васильевич Заикин.
Газета всегда считала своей главной обязанностью воспитание образованных, культурных и честных граждан страны. В 1930-е годы газета помогала обучать неграмотных, помогать молодым, заботиться о стариках, бороться с ленью и другими пороками.
Учредитель и издатель газеты — ООО «Редакция газеты „Чеховский вестник“».
В годы Великой Отечественной войны издание являлось оригиналом Лопасненского PK ВКП(б) и Районного Совета депутатов трудящихся, учило читателей учили мужеству, чувству долга, рассказывало о подвигах солдат, героях трудового фронта. По призыву газеты на фронт поступала собранная людьми тёплые вещи: носки, перчатки и другие необходимые в тяжелой жизни на фронте. В военные годы редактором «Красного знамени» был А. В. Терехов.
С 6 апреля 1965 года газета стала называться «За коммунистический труд», а редактором стал Александр Анатольевич Латышев.
В 1990-х годах, в связи с упразднением КПСС, газета осталась без учредителя, средств к существованию и материально-технической базы. Обязанности учредителя и издателя бывшей региональной газеты «Чеховский вестник» взяло на себя ООО «Редакция газеты „Чеховский вестник“», основанную журналистами, ранее работавшими в региональной газете. Они поставили перед собой цель не только сохранить газету, но и сделать её более современной.
В декабре 2017 года руководство «Чеховского вестника» решило закрыть газету, вероятно, в связи с трудным финансовым положением.

## Память
В числе экспонатов Музея памяти Лопасненского края (ранее Музей Памяти 1941—1945 годов) имеется три годовых подшивки издания. Выцветшие листы освещают события, происходившие в 1942—1944 годах.